# Lúcio Valério Messala (cônsul em 214)
Lúcio Valério Messala (em latim: Lucius Valerius Messalla; fl. século III) foi um senador romano nomeado cônsul em 214.

## Biografia

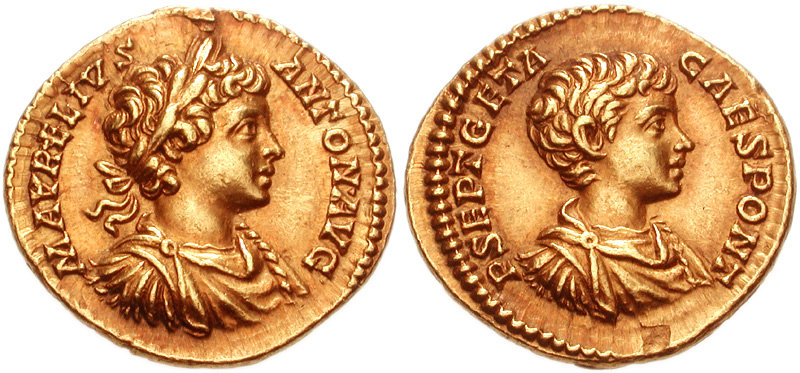
Áureo de Caracala r. com Geta como césar

Lúcio Valério Messala, um membro do século III da gente Valéria, era possivelmente filho de Lúcio Valério Messala Trásia Prisco. Especula-se que era casado com Cláudia Acília Prisciliana, a filha de Tibério Cláudio Cleóbulo, e eles podem ter tido um filho, Lúcio Valério Cláudio Acílio Prisciliano Máximo, que foi cônsul duas vezes.
Ele aparentemente não sofreu qualquer dano após o expurgo realizado sob ordens do imperador Caracala (r. 211–217) em 212 que condenou seu pai, e na verdade foi nomeado cônsul anterior em 214, ao lado de Caio Otávio Ápio Suétrio Sabino. Acredita-se que ele foi o Valério Messala que serviu como procônsul da Ásia em algum momento entre 236 e 238. Se sim, deve ter havido alguma circunstância política que resultou num hiato tão longo entre seu consulado e o governo proconsular.

## Linhagem
| Linhagem de Lúcio Vipstano Messala |
| --- |
| - Lúcio Vipstano Messala, orador (c. 45 – c. 80) - Lúcio Vipstano Messala, cônsul em 115 (c. 75 – depois de 115) - Lúcio Vipstano Cláudio Poplícola Messala (c. 105 – depois de 140) - Lúcio Valério Messala Trásea Prisco, cônsul em 196 (c. 156 – c. 212) - Lúcio Valério Messala Apolinário, cônsul em 214 (? – ?) - Lúcio Valério Cláudio Acílio Prisciliano Máximo, cônsul em 256 (? – ?) - Lúcio Valério Poplícola Balbino Máximo, cônsul em 253 (? – ?) - Lúcio Valério Messala, cônsul em 280 (? – ?) - Lúcio Valério Máximo Basílio, prefeito urbano de Roma em 319 (? – ?) - Lúcio Valério Máximo Basílio, cônsul em 327 (? – ?) - Lúcio Valério Setímio Basso, prefeito urbano de Roma em 379 ou 383 (c. 328 – depois de 379 ou 383) - Valério Adelfo Basso (c. 360 – depois de 383) - Valério Adelfo (nascido c. 385) - Adélfia (c. 410 – depois de 459) - Valério Máximo Basílio, prefeito urbano de Roma em 361 (c. 330 – depois de 364) - Valério Publicola (? – ?) - Melânia, a Jovem, santa cristã (c. 383 – 31 de dezembro de 439) - Dois filhos, morreram jovens - Outros dois filhos - Valéria (? – ?), não se sabe se teve filhos |